# Vulpoxena vulpicoma
Vulpoxena vulpicoma är en fjärilsart som beskrevs av Edward Meyrick 1932. Vulpoxena vulpicoma ingår i släktet Vulpoxena och familjen vecklare. Inga underarter finns listade i Catalogue of Life.